# Hrací skříňka (seriál)
Hrací skříňka (v anglickém originále Crashbox) je kanadsko-americký animovaný televizní seriál, který byl premiérově vysílán letech 1999–2000, kdy bylo v jedné řadě natočeno 52 dílů. V USA byl uveden v HBO/HBO Family. V Česku byl seriál vysílán na HBO.

## Hry
- Captain Bones
- Dirty Pictures
- Distraction News
- Ear We Are
- Eddie Bull
- Haunted House Party
- Lens McCracken
- Mug Shots
- Paige and Sage
- Poop or Scoop
- Psycho Math
- Radio Scramble
- Revolting Slob
- Riddlesnake
- Sketch Pad
- Ten Seconds
- Think Tank
- Word Shake

## Seznam dílů
Toto je seznam dílů seriálu Hrací skříňka. Kanadsko-americký animovaný televizní seriál Hrací skříňka má celkem 52 dílů rozdělených do 2 řad, které byly vysílány mezi lety 1999 a 2000.

### První řada (1999)
| Díl | Premiéra v USA  | 1. hra              | 2. hra              | 3. hra              | 4. hra              | 5. hra              | 6. hra              | 7. hra         | 8. hra         |
| --- | --------------- | ------------------- | ------------------- | ------------------- | ------------------- | ------------------- | ------------------- | -------------- | -------------- |
| 1   | 1. února 1999   | Distraction News    | Sketch Pad          | Psycho Math         | Ear We Are          | Haunted House Party | Eddie Bull          | Ten Seconds    | Riddlesnake    |
| 2   | 2. února 1999   | Radio Scramble      | Captain Bones       | Poop or Scoop       | Ten Seconds         | Haunted House Party | Revolting Slob      | Word Shake     | —              |
| 3   | 3. února 1999   | Mug Shots           | Distraction News    | Psycho Math         | Ear We Are          | Paige and Sage      | Eddie Bull          | Ten Seconds    | Riddlesnake    |
| 4   | 4. února 1999   | Poop or Scoop       | Captain Bones       | Distraction News    | Paige and Sage      | Think Tank          | Dirty Pictures      | Lens McCracken | —              |
| 5   | 5. února 1999   | Haunted House Party | Revolting Slob      | Think Tank          | Poop or Scoop       | Ear We Are          | Psycho Math         | Ten Seconds    | —              |
| 6   | 6. února 1999   | Radio Scramble      | Eddie Bull          | Captain Bones       | Sketch Pad          | Mug Shots           | Think Tank          | Ear We Are     | —              |
| 7   | 7. února 1999   | Lens McCracken      | Captain Bones       | Revolting Slob      | Dirty Pictures      | Sketch Pad          | Poop or Scoop       | Ten Seconds    | —              |
| 8   | 13. února 1999  | Lens McCracken      | Distraction News    | Sketch Pad          | Dirty Pictures      | Eddie Bull          | Psycho Math         | Riddlesnake    | Ten Seconds    |
| 9   | 14. února 1999  | Radio Scramble      | Distraction News    | Psycho Math         | Dirty Pictures      | Lens McCracken      | Eddie Bull          | Ear We Are     | —              |
| 10  | 20. února 1999  | Radio Scramble      | Eddie Bull          | Sketch Pad          | Paige and Sage      | Haunted House Party | Psycho Math         | Lens McCracken | Riddlesnake    |
| 11  | 21. února 1999  | Mug Shots           | Sketch Pad          | Psycho Math         | Dirty Pictures      | Distraction News    | Riddlesnake         | Word Shake     | —              |
| 12  | 27. února 1999  | Revolting Slob      | Think Tank          | Poop or Scoop       | Riddlesnake         | Psycho Math         | Paige and Sage      | Lens McCracken | —              |
| 13  | 28. února 1999  | Revolting Slob      | Think Tank          | Poop or Scoop       | Ear We Are          | Psycho Math         | Dirty Pictures      | Lens McCracken | —              |
| 14  | 6. března 1999  | Revolting Slob      | Think Tank          | Poop or Scoop       | Riddlesnake         | Psycho Math         | Dirty Pictures      | Paige and Sage | —              |
| 15  | 7. března 1999  | Captain Bones       | Distraction News    | Haunted House Party | Radio Scramble      | Riddlesnake         | Eddie Bull          | Lens McCracken | Paige and Sage |
| 16  | 13. března 1999 | Captain Bones       | Distraction News    | Mug Shots           | Ear We Are          | Poop or Scoop       | Paige and Sage      | Riddlesnake    | —              |
| 17  | 14. března 1999 | Radio Scramble      | Revolting Slob      | Poop or Scoop       | Ten Seconds         | Captain Bones       | Haunted House Party | Paige and Sage | —              |
| 18  | 20. března 1999 | Think Tank          | Distraction News    | Radio Scramble      | Haunted House Party | Poop or Scoop       | Captain Bones       | Lens McCracken | —              |
| 19  | 21. března 1999 | Think Tank          | Mug Shots           | Captain Bones       | Paige and Sage      | Eddie Bull          | Word Shake          | Riddlesnake    | —              |
| 20  | 27. března 1999 | Radio Scramble      | Mug Shots           | Sketch Pad          | Psycho Math         | Haunted House Party | Ten Seconds         | Word Shake     | —              |
| 21  | 28. března 1999 | Eddie Bull          | Radio Scramble      | Dirty Pictures      | Mug Shots           | Ear We Are          | Psycho Math         | Word Shake     | —              |
| 22  | 3. dubna 1999   | Haunted House Party | Sketch Pad          | Radio Scramble      | Revolting Slob      | Riddlesnake         | Eddie Bull          | Word Shake     | —              |
| 23  | 4. dubna 1999   | Mug Shots           | Word Shake          | Haunted House Party | Lens McCracken      | Poop or Scoop       | Captain Bones       | Riddlesnake    | —              |
| 24  | 10. dubna 1999  | Radio Scramble      | Sketch Pad          | Eddie Bull          | Word Shake          | Captain Bones       | Dirty Pictures      | Lens McCracken | —              |
| 25  | 11. dubna 1999  | Haunted House Party | Think Tank          | Ear We Are          | Mug Shots           | Poop or Scoop       | Word Shake          | Riddlesnake    | —              |
| 26  | 17. dubna 1999  | Revolting Slob      | Haunted House Party | Eddie Bull          | Captain Bones       | Radio Scramble      | Ten Seconds         | Lens McCracken | —              |
| 27  | 1. srpna 1999   | Distraction News    | Captain Bones       | Sketch Pad          | Haunted House Party | Poop or Scoop       | Ten Seconds         | Mug Shots      | Riddlesnake    |
| 28  | 7. srpna 1999   | Captain Bones       | Revolting Slob      | Mug Shots           | Distraction News    | Haunted House Party | Poop or Scoop       | Lens McCracken | Riddlesnake    |
| 29  | 8. srpna 1999   | Haunted House Party | Revolting Slob      | Think Tank          | Poop or Scoop       | Captain Bones       | Ten Seconds         | Mug Shots      | Riddlesnake    |
| 30  | 14. srpna 1999  | Revolting Slob      | Psycho Math         | Distraction News    | Haunted House Party | Radio Scramble      | Ten Seconds         | Poop or Scoop  | Riddlesnake    |
| 31  | 15. srpna 1999  | Radio Scramble      | Revolting Slob      | Poop or Scoop       | Dirty Pictures      | Mug Shots           | Psycho Math         | Sketch Pad     | Ten Seconds    |
| 32  | 21. srpna 1999  | Captain Bones       | Revolting Slob      | Poop or Scoop       | Haunted House Party | Distraction News    | Ten Seconds         | Think Tank     | Riddlesnake    |
| 33  | 22. srpna 1999  | Revolting Slob      | Sketch Pad          | Distraction News    | Dirty Pictures      | Poop or Scoop       | Psycho Math         | Think Tank     | Riddlesnake    |
| 34  | 28. srpna 1999  | Mug Shots           | Distraction News    | Captain Bones       | Dirty Pictures      | Sketch Pad          | Eddie Bull          | Lens McCracken | Riddlesnake    |
| 35  | 29. srpna 1999  | Radio Scramble      | Distraction News    | Sketch Pad          | Haunted House Party | Captain Bones       | Revolting Slob      | Eddie Bull     | Riddlesnake    |
| 36  | 4. září 1999    | Revolting Slob      | Mug Shots           | Sketch Pad          | Psycho Math         | Haunted House Party | Radio Scramble      | Poop or Scoop  | Ten Seconds    |
| 37  | 5. září 1999    | Think Tank          | Mug Shots           | Captain Bones       | Sketch Pad          | Haunted House Party | Eddie Bull          | Lens McCracken | Ten Seconds    |
| 38  | 11. září 1999   | Mug Shots           | Sketch Pad          | Distraction News    | Dirty Pictures      | Psycho Math         | Think Tank          | Eddie Bull     | Lens McCracken |
| 39  | 12. září 1999   | Revolting Slob      | Distraction News    | Psycho Math         | Dirty Pictures      | Poop or Scoop       | Radio Scramble      | Ten Seconds    | Riddlesnake    |

### Druhá řada (2000)
| Díl | Premiéra v USA  | 1. hra              | 2. hra              | 3. hra           | 4. hra           | 5. hra              | 6. hra              | 7. hra              | 8. hra      |
| --- | --------------- | ------------------- | ------------------- | ---------------- | ---------------- | ------------------- | ------------------- | ------------------- | ----------- |
| 40  | 19. února 2000  | Revolting Slob      | Distraction News    | Psycho Math      | Ten Seconds      | Sketch Pad          | Poop or Scoop       | Haunted House Party | Riddlesnake |
| 41  | 20. února 2000  | Distraction News    | Psycho Math         | Mug Shots        | Think Tank       | Captain Bones       | Dirty Pictures      | Radio Scramble      | —           |
| 42  | 26. února 2000  | Mug Shots           | Revolting Slob      | Sketch Pad       | Psycho Math      | Haunted House Party | Poop or Scoop       | Riddlesnake         | —           |
| 43  | 27. února 2000  | Revolting Slob      | Captain Bones       | Sketch Pad       | Poop or Scoop    | Haunted House Party | Radio Scramble      | Ten Seconds         | —           |
| 44  | 4. března 2000  | Distraction News    | Revolting Slob      | Psycho Math      | Eddie Bull       | Think Tank          | Dirty Pictures      | Mug Shots           | Ten Seconds |
| 44  | 5. března 2000  | Distraction News    | Captain Bones       | Revolting Slob   | Poop or Scoop    | Sketch Pad          | Haunted House Party | Ten Seconds         | —           |
| 46  | 11. března 2000 | Haunted House Party | Mug Shots           | Eddie Bull       | Think Tank       | Psycho Math         | Radio Scramble      | Riddlesnake         | —           |
| 47  | 12. března 2000 | Haunted House Party | Captain Bones       | Mug Shots        | Distraction News | Eddie Bull          | Psycho Math         | Ten Seconds         | —           |
| 48  | 18. března 2000 | Revolting Slob      | Poop or Scoop       | Distraction News | Captain Bones    | Dirty Pictures      | Radio Scramble      | Riddlesnake         | —           |
| 49  | 19. března 2000 | Mug Shots           | Sketch Pad          | Radio Scramble   | Dirty Pictures   | Psycho Math         | Poop or Scoop       | Riddlesnake         | —           |
| 50  | 25. března 2000 | Mug Shots           | Revolting Slob      | Captain Bones    | Distraction News | Eddie Bull          | Think Tank          | Dirty Pictures      | Riddlesnake |
| 51  | 26. března 2000 | Mug Shots           | Psycho Math         | Sketch Pad       | Radio Scramble   | Haunted House Party | Eddie Bull          | Ten Seconds         | —           |
| 52  | 1. dubna 2000   | Revolting Slob      | Haunted House Party | Poop or Scoop    | Distraction News | Captain Bones       | Sketch Pad          | Think Tank          | —           |